# Alexander Eaglerock
El Alexander Eaglerock fue un biplano producido en los Estados Unidos en los años 20 del siglo XX, por la Alexander Aircraft Company de Colorado Springs, Colorado. 

## Diseño y desarrollo
Diseñado por Daniel Noonan, el Eaglerock fue el primer producto de la compañía. Biplano de cuatro plazas y cabina abierta, tenía alas plegables y riostras de tipo Warren sin tirantes. El único prototipo tuvo problemas de diseño y sobrecalentamiento del motor, un Curtiss OX-5 de 90 hp. El nombre provenía de un águila dorada que los trabajadores de la fábrica tenían de mascota, y de las cercanas Montañas Rocosas. En 1926, el avión fue sustancialmente modificado por Al Mooney, denominándose Eaglerock A-1. Este diseñador se encargó de desarrollar el modelo en varias versiones (hasta la A-11), cuyas diferencias principales radicaban en las motorizaciones. Ese mismo año, se probaron varias configuraciones alares en tres modelos (Eaglerock Combo-Wing, Short-Wing y Long-Wing), con una producción combinada de 205 unidades registradas (la producción continuó sin registrarse). A la versión A-11 le siguieron otras cuatro versiones (de la A-12 a la A-15) desarrolladas por Ludwig Muther, alcanzando, entre todas las versiones, los 895 aviones.

## Variantes
Eaglerock
Versión inicial, cuatro plazas y motor Curtiss OX-5 de 90 hp, uno construido (1925).
Eaglerock A-1 (aka New Eaglerock)
Prototipo modificado, tres plazas, certificado de tipo ATC 57 y motor Wright J-5 de 220 hp (1926).
Eaglerock A-2
Versión triplaza, motor Curtiss OX-5 de 90 hp (o Curtiss OXX-6 de 100 hp), certificado de tipo ATC 58 y radiador de barbilla (1926).
Eaglerock A-3
Versión triplaza, motor Hisso A de 150 hp o Hisso E de 180 hp (1928), certificado de tipo ATC 59.
Eaglerock A-4
Igual al A-3, con motor Hisso E de 180 hp y radiador de morro, 93 construidos de las versiones A-3 y A-4 (1928).
Eaglerock A-5
Versión biplaza, motor Menasco-Salmson B-2 de 260 hp, 2 o 3 construidos (1928).
Eaglerock A-7
Versión triplaza, dos conversiones con motor Ryan-Siemens de 125 hp (1928).
Eaglerock A-11
Prototipo monoplaza con motor Warner Scarab de 110 hp, reconstruido como A-14 (1928).
Eaglerock A-12
Versión triplaza con motor Comet 7-RA de 130 hp (o Comet 7-E de 165 hp), 11 construidos (1929).
Eaglerock A-13
Versión triplaza con motor de dos hileras Curtiss Challenger de 170 hp, 11 construidos (1929), certificado de tipo ATC 141.
Eaglerock A-14
Versión triplaza con motor Wright J-6 de 165 hp, 14 construidos (una conversión desde A-11 (1930)).
Eaglerock A-15
Versión triplaza con motor Kinner K-5 de 100 hp, 20 construidos (una conversión desde A-2 (1929)), certificado de tipo ATC 190.
Eaglerock Combo-Wing
Versión triplaza con motor Curtiss OX-5 de 90 hp (o Curtiss OXX-6 de 100 hp), envergadura de 11 m (1926).
Eaglerock Short-Wing
Igual al Combo-Wing, con envergadura de 9,1 m (1926).
Eaglerock Long-Wing
Versión de tres o cuatro plazas, con motor Curtiss OX-5 de 90 hp y envergaduras superior de 11 m e inferior de 11,6 m (1926).

## Especificaciones (Eaglerock A-2)
Referencia datos: Aerofiles

### Características generales
- Tripulación: Uno (piloto)
- Capacidad: Dos pasajeros
- Longitud: 7,3 m (24 ft)
- Envergadura: 11,8 m (38,7 ft)
- Peso útil: 445,9 kg (982,8 lb)
- Planta motriz: 1× motor lineal V-8 refrigerado por líquido Curtiss OX-5.
  - Potencia: 67 kW (93 HP; 91 CV)

### Rendimiento
- Velocidad máxima operativa (Vno): 159 km/h (99 MPH; 86 kt)
- Velocidad crucero (Vc): 136,8 km/h (85 MPH; 74 kt)
- Velocidad de entrada en pérdida (Vs): 54,7 km/h (34 MPH; 30 kt)
- Alcance: 724 km (391 nmi; 450 mi)
- Techo de vuelo: 3505 m (11 500 ft)
- Régimen de ascenso: 2,9 m/s (561 ft/min)